# Saint-Martin-de-Fressengeas
Saint-Martin-de-Fressengeas (okz. Sent Martin de Fraissenjas) ist eine französische Gemeinde mit 362 Einwohnern (Stand 1. Januar 2022) im Département Dordogne in der Region Aquitanien. Sie gehört zum Arrondissement Nontron und zum Kanton Thiviers. Zuständiger Gemeindeverband ist die Communauté de communes Périgord-Limousin. Die Bewohner nennen sich Saint-Martinais bzw. Saint-Martinaises.

## Etymologie
Saint-Martin-de-Fressengeas, okzitanisch Sent Martin de Fraissenjas, leitet sich ab vom Heiligen Martin (Sanctus Martinus). Der okzitanische Zusatz Fraissenjas geht auf das Lateinische fraxinus zurück und bezeichnet einen von Eschen bestandenen Ort.

## Geographie

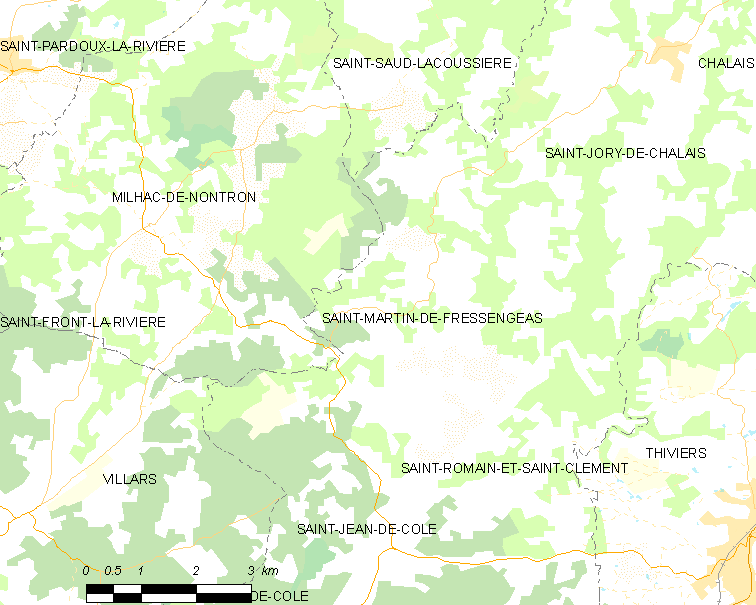
Lagekarte von Saint-Martin-de-Fressengeas

Saint-Martin-de-Fressengeas liegt sieben Kilometer nordwestlich von Thiviers und neun Kilometer südöstlich von Saint-Pardoux-la-Rivière entfernt (Luftlinie). Die Gemeinde wird von folgenden Nachbargemeinden umgeben:
| Milhac-de-Nontron | Saint-Saud-Lacoussière                      | Saint-Jory-de-Chalais         |
|                   | Kompassrose, die auf Nachbargemeinden zeigt |                               |
| Villars           | Saint-Jean-de-Côle                          | Saint-Romain-et-Saint-Clément |

Die Gemeinde besteht neben dem Ortskern aus folgenden Geländepunkten, Weilern, Gehöften und einer Mühle:
Bournazeau, Boussenat, Château d'Eau, Cros Paqua, Etang des Merles, Font Grôlier, Forêt de St-Jean, Javaneau, La Baine, La Benché, La Brégère, La Côte, La Courbatière, La Croix, La Croix du Patureau, La Faurie, La Jarrige, La Molle, La Rebière, La Simpode, La Tuillière, La Veyssière, Lâge, Le Bourg-Vieux, Le But, Le Grand Claud, Le Hangar, Le Moulin de la Rebière, Le Peyrat, Le Suquet, Le Vignaud, Les Beyssières, Les Cosses, Les Fraux, Les Merles, Les Prades, Lespinasse, Limbeau, Maison Neuve, Manzat, Mauchat, Menaud, Meynard, Monument Commémoratif, Pauthier und Peyrouse.
Der topographisch niedrigste Punkt mit 148 Meter über dem Meeresspiegel liegt am Zusammenfluss der Queue d'Ane mit dem Ruisseau de la Benché, die höchste Stelle mit 302 Meter befindet sich an der Nordwestecke in der Nähe von Les Merles. Die absolute Höhendifferenz beträgt 154 Meter.
Die Gemeinde ist Grenzgemeinde zum Regionalen Naturpark Périgord Limousin.

### Verkehrsanbindung
Im Südosten des Gemeindegebietes von Saint-Martin-de-Fressengeas verläuft die D 707 von Nontron nach Thiviers. Von ihr zweigt bei Le Hangar eine Kommunalstraße nach Osten zum Ortskern hin ab. Durch den Nordteil der Gemeinde quert die von Saint-Jory-de-Chalais aus dem Nordosten kommende D 98; sie entsendet bei La Croix einen Abzweig nach Süden zum Ortskern und trifft dann an der Westgrenze auf die D 707. Der Ortskern kann auch von Saint-Jean-de-Côle aus über eine nach Norden führende Kommunalstraße erreicht werden. Im Tal der Queue d'Ane verlaufen keine Verkehrswege. Über ihre rechtsseitigen Hanglagen zieht eine Kommunalstraße, die bei Menaud von der D 98 abzweigt und sich bis nach Saint-Jean-de-Côle fortsetzt. Hinter La Rebière führt eine Kommunalstraße ins Côletal und weiter nach Saint-Romain; ferner besteht hier ein Abzweig, der die Weiler an der linken Talseite der Queue d'Ane bedient.
Den Westen des Gemeindegebietes durchquerte einst die Bahnstrecke von Saint-Pardoux-la-Rivière nach Thiviers, Teilabschnitt der Verbindung Angoulême – Brive (Bahnstrecke Quéroy-Pranzac–Thiviers).

### Fernwanderweg
Das Gemeindegebiet von Saint-Martin-de-Fressengeas liegt auf der Strecke des Fernwanderwegs GR 654 von Saint-Saud-Lacoussière nach Saint-Jean-de-Côle.

### Bodenbedeckung

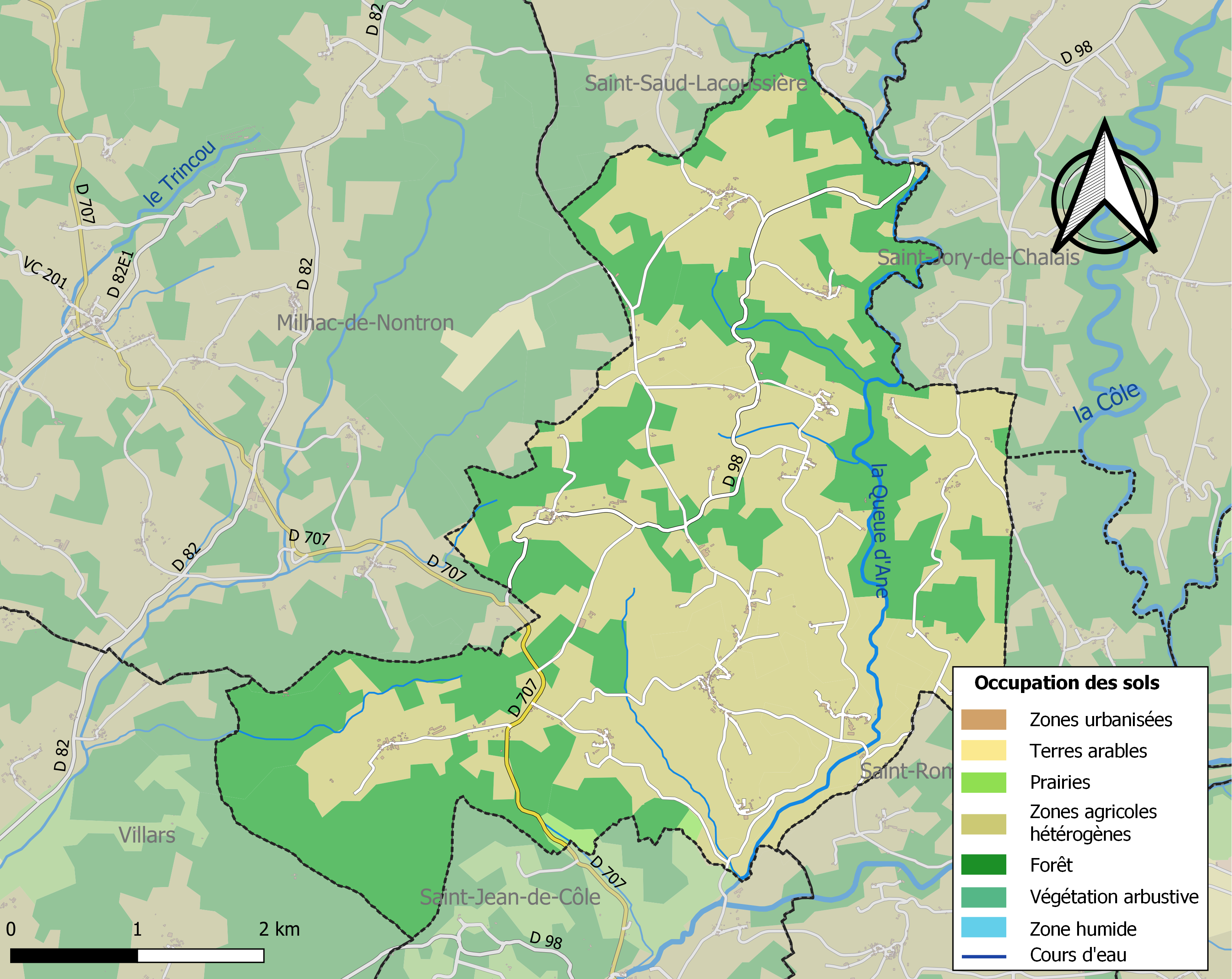
Bodenbedeckung in Saint-Martin-de-Fressengeas

Die Bodenbedeckung der Gemeinde Saint-Martin-de-Fressengeas schlüsselt sich im Jahr 2018 gemäß der europäischen Datenbank CORINE Land Cover (CLC) wie folgt auf:
- Wälder – 39,3 %
- heterogene landwirtschaftliche Nutzung – 60,2 %
- Wiesen – 0,5 %

Die landwirtschaftliche Nutzung steht im Vordergrund. Der Anteil der landwirtschaftlichen Nutzflächen hat sich seit 1990 nur wenig verändert, er hat sich von 60,9 % auf 60,7 % leicht reduziert.

## Klima
Saint-Martin-de-Fressengeas besitzt ein abgeschwächtes ozeanisches Klima, das sich durch folgende Parameter auszeichnet:
| Klimaparameter im Zeitraum 1971-2000 - Jahresmittel: 11,8 °C - Anzahl der Tage unter −5 °C: 2,4 - Anzahl der Tage oberhalb 30 °C: 5,9 - Maximum im Tages-Temperaturunterschied: 14,7 °C - Jahresniederschlag: 1036 mm - Niederschlagstage im Januar: 13,8 - Niederschlagstage im Juli: 7,7 |

Durch den Klimawandel zeichnen sich Erhöhungen im Jahresmittel ab, die sich bereits auch bemerkbar machen. So ist beispielsweise an der 55 Kilometer entfernten Wetterstation am Flughafen von Limoges-Bellegarde das langjährige Jahresmittel von 11,2 °C für 1971-2000 über 11,4 °C für 1981-2010 auf 11,8 °C für 1991-2020 angestiegen – ein Zuwachs um 0,6 °C innerhalb von 20 Jahren.

## Hydrographie

Hydrographische Karte von Saint-Martin-de-Fressengeas

Das Gemeindegebiet wird in Nord-Süd-Richtung von der Queue d’Ane durchflossen, einem rechten Nebenfluss der Côle. Sie empfängt an der Südgrenze als kleinen rechtsseitigen Seitenarm den Ruisseau de la Benché, der ihr aus nordwestlicher Richtung zuläuft. Die Queue d'Ane besitzt außerdem weiter nördlich noch zwei andere, namenlose rechte Seitenbäche, welche nach Osten entwässern und bei Le Suquet und Meynard münden. Das recht enge Tal der Queue d'Ane hat sich bis zu 70 Meter tief eingeschnitten und ist stellenweise leicht am mäandrieren (Wellenlänge um die 300 Meter). Westlich der D 707 entspringt bei Cros Paqua ein kleiner, nach Westen fließender linker Nebenarm des Ruisseau de l'Etang Rompu, der in den Trincou entwässert.
Côle, Queue d’Ane und auch Trincou gehören zum Flusssystem Isle-Dronne.
Das Entwässerungsnetz der Gemeinde besitzt eine Gesamtlänge von 22 Kilometer.

## Geologie

Geologische Karte von Saint-Martin-de-Fressengeas

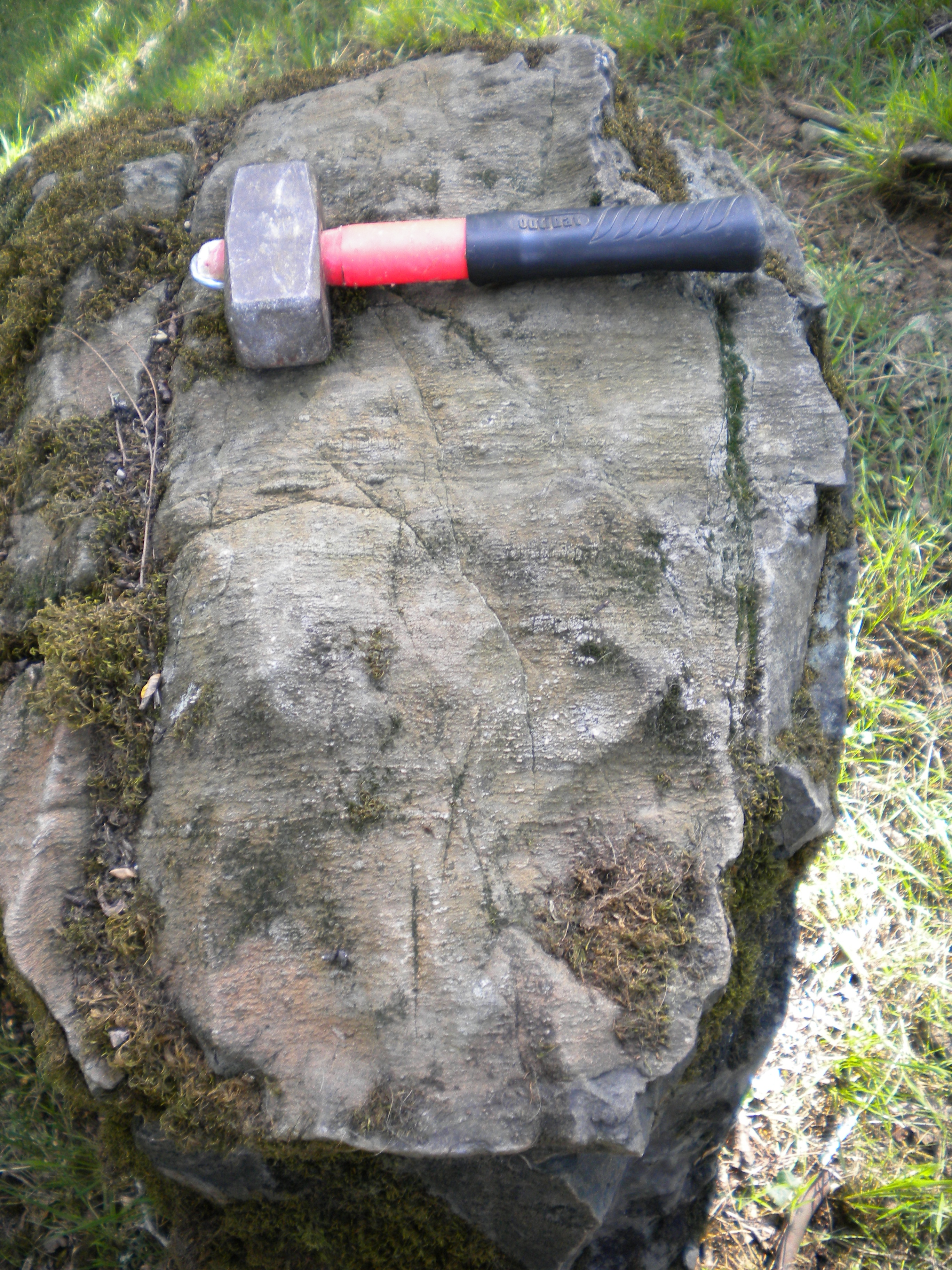
Der Metaharzburgit des Rebière-Massivs. Die magmatische Foliation ist nahezu senkrecht stehend und parallel zum Hammerstiel.

Die Gemeinde Saint-Martin-de-Fressengeas besitzt eine sehr abwechslungsreiche Geologie. Ein Großteil des Gemeindegebietes liegt auf dem metamorphen Grundgebirge des nordwestlichen Massif Central. Als strukturell tiefstgelegene Einheit sind die Glimmerschiefer (ξ1) der Parautochthonen Glimmerschiefereinheit aufgeschlossen. Sie stehen im Norden des Ortskerns bei La Côte und an der Westgrenze bei Lâge an. In sie drang im Pennsylvanium der Saint-Mathieu-Leukogranit ein, der hier in seiner Saint-Saud-Fazies auftritt (γ2b-m). Er unterlagert den Nordrand der Gemeinde bei Les Merles. Als tektonisch nächsthöhere Einheit folgen Gesteine der Unteren Gneisdecke, beginnend mit sich abwechselnden Augengneisen, Orthogneisen und Leptyniten des Dronne-Bogens – ehemaligen subalkalischen Leukograniten und deren Arkosen. Diese Gesteine sind entlang der rechten Talseite der Queue d'Ane zwischen Peyrouse und La Faurie zu sehen. Darüber die typischen Plagioklas-führenden Paragneise (ζ1-2), die sich bandförmig von Vauriac aus (Gemeinde Saint-Jory-de-Chalais) zur rechten Talseite der Queue d'Ane hinüberziehen und sich dann bis kurz vor Les Fraux verfolgen lassen. Im Flusstal unterhalb von Le Suquet stehen die Leptynite des Suquet-Massivs an; es handelt sich hier um ehemalige saure Vulkanite, die von Doleriten durchzogen werden (liegen mittlerweile als Amphibolite vor). Über den Paragneisen mit den eingeschalteten Metavulkaniten folgen Leptynite des Bogens von Saint-Yrieix, die aus ordovizischen Graniten hervorgegangen sind, sowie erneut Glimmerschiefer. Den Südabschnitt der Queue d'Ane begleiten sehr seltene Peridotite (Serpentinite), entstanden aus dem Mantelgestein Harzburgit (sogenanntes Rebière-Massiv – σπ1).
Über die Metamorphite des Grundgebirges transgredierten flach liegende Sedimente des nördlichen Aquitanischen Beckens (Lias und Dogger). Der anstehende Schichtverband reicht gewöhnlich vom Hettangium bis zum Aalenium hinauf (Formationen I1, I2, I3-4, I5-6, I7-9, im Westen auch bis zum Unterbathon – Formation j2b), zu sehen beidseitig unterhalb des Höhenrückens, auf dem der Ortskern erbaut wurde. Dieser generell Südsüdost ausgerichtete Höhenrücken wird oberhalb der Jurasedimente von tertiären Schottern (Formationen HF und Fs) und daraus abgeleitetem pleistozänem Kolluvium (Formation CF) bedeckt.
Der Südteil des Gemeindegebietes wird von der generell Südost-streichenden Randstörung des Zentralmassivs durchzogen, die sich hier in zwei Äste mit mehreren kleineren Seitenzweigen aufgespalten hat. Der vertikale Versatz erscheint relativ unbedeutend, wichtiger ist jedoch die eingetretene Verkieselung der umliegenden Gesteinseinheiten, insbesondere des Juras, gelegentlich auch noch der Metamorphite. Doggersedimente weiter im Westen wurden teilweise rekristallisiert. Auch ein Seitenversatz ist nicht auszuschließen. Ferner wurde der Schichtverband örtlich verstellt, so zeigen beispielsweise die tertiären Schotter ein Einfallen von 40° nach Südwest. Ferner wird die Störungszone vom sogenannten Sidérolithique begleitet – roten, eisenhaltigen, sandigen Tonsteinen mit eventuellem eozänem Alter (um La Baine im Westen – Formation e-p).
Im Gemeindegebiet wurde im 19. Jahrhundert Mangan (Mangan(II)-oxid) abgebaut, und zwar in unter tertiärer Bedeckung gebildeten Liaskarsttaschen bei Les Prades und in Schottern bei Le Hangar.

## Ökologie
Das gesamte Tal der Queue d'Ane, der Ruisseau de la Benché und das bei Meynard einmündende rechte Seitental der Queue d'Ane bilden unter dem Titel Reseau hydrographique de la Côle en amont de Saint-Jean-de-Côle (Hydrographisches Netz der Côle oberhalb von Saint-Jean-de-Côle) ein Schutzgebiet des Typus 2 (Französisch: zone d'interêt naturelle écologique, faunistique et floristique, kurz ZNIEFF des Typus 2).

## Geschichte
In der erst 1990 entdeckten Höhle von Les Fraux wurden prähistorische Ritzzeichnungen und Höhlenmalereien entdeckt. Dargestellt sind ein männliches Wesen und ein Pferd. Bei den Ritzzeichnungen handelt es sich um geometrische und symbolische Zeichen. Es fanden sich auch bronzezeitliche Reste, die in den Zeitraum 1400 bis 900 vor Christus zurückreichen dürften. Darunter rund tausend Vasenreste (50 sind vollständig) und ein Schmuckgehänge aus Bronze. Die romanische Ortskirche stammt aus dem Zwölften Jahrhundert. Bei den Weilern Peyrouse und Vielle Abbeye (Gemeinde Saint-Saud-Lacoussière) befand sich einst ein Zisterzienserkloster, von dem aber nur noch die dazugehörige Mühle bei Peyrouse erhalten ist. Zum Bau des Portikus (17. Jahrhundert) an der Ortskirche wurden aus dem Kloster stammende Säulen verwendet. Zur Einfassung der Quelle Fontaine aux engelures wurden ebenfalls Bausteine des Klosters benutzt.

## Bevölkerungsentwicklung
| Jahr | Einwohner |  |
| 1962 | 475       |  |
| 1968 | 428       |  |
| 1975 | 394       |  |
| 1982 | 390       |  |
| 1990 | 394       |  |
| 1999 | 375       |  |
| 2006 | 379       |  |
| 2007 | 380       |  |
| 2008 | 380       |  |
| 2012 | 368       |  |
| 2016 | 360       |  |
| 2017 | 359       |  |
| 2019 | 362       |  |

Quelle: INSEE
Die Bevölkerungszahlen in Saint-Martin-de-Fressengeas sind seit 1962 unter leichten Fluktuationen generell rückläufig. Der Verlust an Bevölkerung war etwas stärker als im übrigen Kanton Thiviers. Die Gemeinde ist relativ dünn besiedelt und liegt weiter unter dem Durchschnitt im Kanton.

## Verwaltung
Bürgermeister von Saint-Martin-de-Fressengeas war seit Juni 1995 der parteilose Handwerker Jean-Robert Fargeot. Er wurde im Juli 2020 von Michel Augeix abgelöst.

## Präsidentschaftswahlen 2022
| Kandidaten                       | Kandidaten            | Parteien                      | Parteien            | 1. Wahlgang | 1. Wahlgang | 2. Wahlgang | 2. Wahlgang |
| Kandidaten                       | Kandidaten            | Parteien                      | Parteien            | Stimmen     | %           | Stimmen     | %           |
| -------------------------------- | --------------------- | ----------------------------- | ------------------- | ----------- | ----------- | ----------- | ----------- |
|                                  | Emmanuel Macron       | En marche !                   | EM                  | 60          | 24,39 %     | 130         | 61,32 %     |
|                                  | Marine Le Pen         | Front national                | FN                  | 45          | 18,29 %     | 82          | 38,68 %     |
|                                  | Jean-Luc Mélenchon    | Front de gauche               | FDG                 | 52          | 21,14 %     |             |             |
|                                  | Éric Zemmour          | Reconquête                    |                     | 17          | 6,91 %      |             |             |
|                                  | Valérie Pécresse      | Les Républicains              | LR                  | 9           | 3,66 %      |             |             |
|                                  | Jean Lassalle         | Résistons !                   | R                   | 30          | 12,20 %     |             |             |
|                                  | Anne Hidalgo          | Parti socialiste              | PS                  | 8           | 3,25 %      |             |             |
|                                  | Fabien Roussel        | Parti communiste français     | PC                  | 6           | 2,44 %      |             |             |
|                                  | Nicolas Dupont-Aignan | Debout la République          | DLR                 | 5           | 2,03 %      |             |             |
|                                  | Yannick Jadot         | Europe Écologie-Les Verts     | EELV                | 11          | 4,47 %      |             |             |
|                                  | Nathalie Arthaud      | Lutte Ouvrière                | LO                  | 1           | 0,41 %      |             |             |
|                                  | Philippe Poutou       | Nouveau Parti anticapitaliste | NPA                 | 2           | 0,81 %      |             |             |
|                                  |                       |                               |                     |             |             |             |             |
| Gesamt                           | Gesamt                | Gesamt                        | Gesamt              | 246         | 100 %       | 212         | 100 %       |
|                                  |                       |                               |                     |             |             |             |             |
| Gültige Stimmen                  | Gültige Stimmen       | Gültige Stimmen               | Gültige Stimmen     | 246         | 96,85 %     | 212         | 85,14 %     |
| Ungültige Stimmen                | Ungültige Stimmen     | Ungültige Stimmen             | Ungültige Stimmen   | 8           | 3,15 %      | 37          | 14,86 %     |
| Wahlbeteiligung                  | Wahlbeteiligung       | Wahlbeteiligung               | Wahlbeteiligung     | 254         | 83,01 %     | 249         | 81,64 %     |
| Enthaltungen                     | Enthaltungen          | Enthaltungen                  | Enthaltungen        | 52          | 16,99 %     | 56          | 18,36 %     |
| Registrierte Wähler              | Registrierte Wähler   | Registrierte Wähler           | Registrierte Wähler | 306         |             | 305         |             |
|                                  |                       |                               |                     |             |             |             |             |
| Quelle: Ministère de l'Intérieur |                       |                               |                     |             |             |             |             |

Die Präsidentschaftswahlen 2022 in Saint-Martin-de-Fressengeas konnte Emmanuel Macron für sich entscheiden.

## Sehenswürdigkeiten
- Höhle von Les Fraux, prähistorisch und bronzezeitlich, heute ein Monument historique
- Kirche Saint-Martin aus dem 12. Jahrhundert, erneuert im 19. Jahrhundert, mit Portikus aus dem 17. Jahrhundert
- Schloss Château de Saint-Martin aus dem 19. Jahrhundert
- Herrensitz Manoir du Merles

## Photogalerie

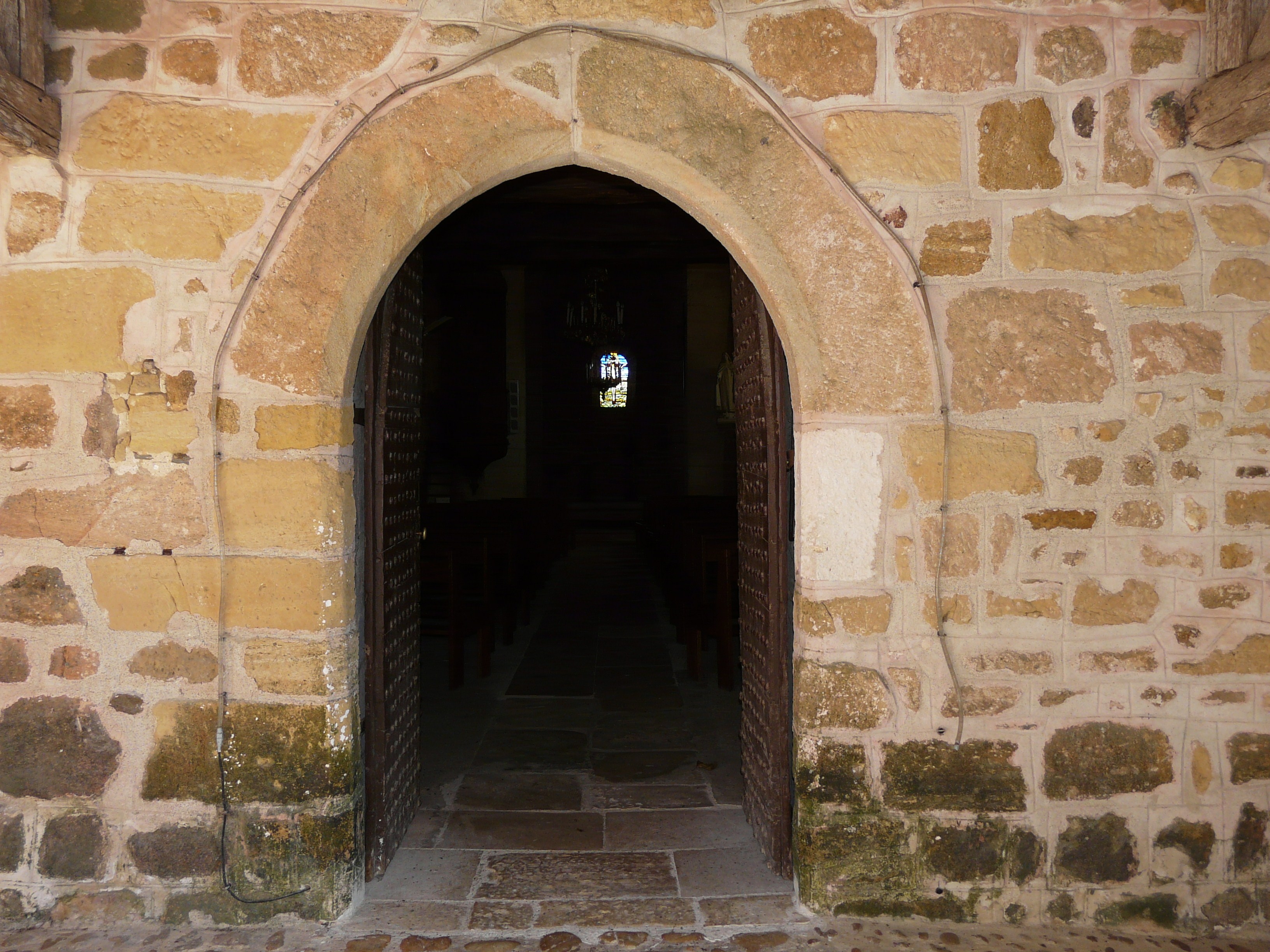
Eingangsportal der Ortskirche Saint-Martin
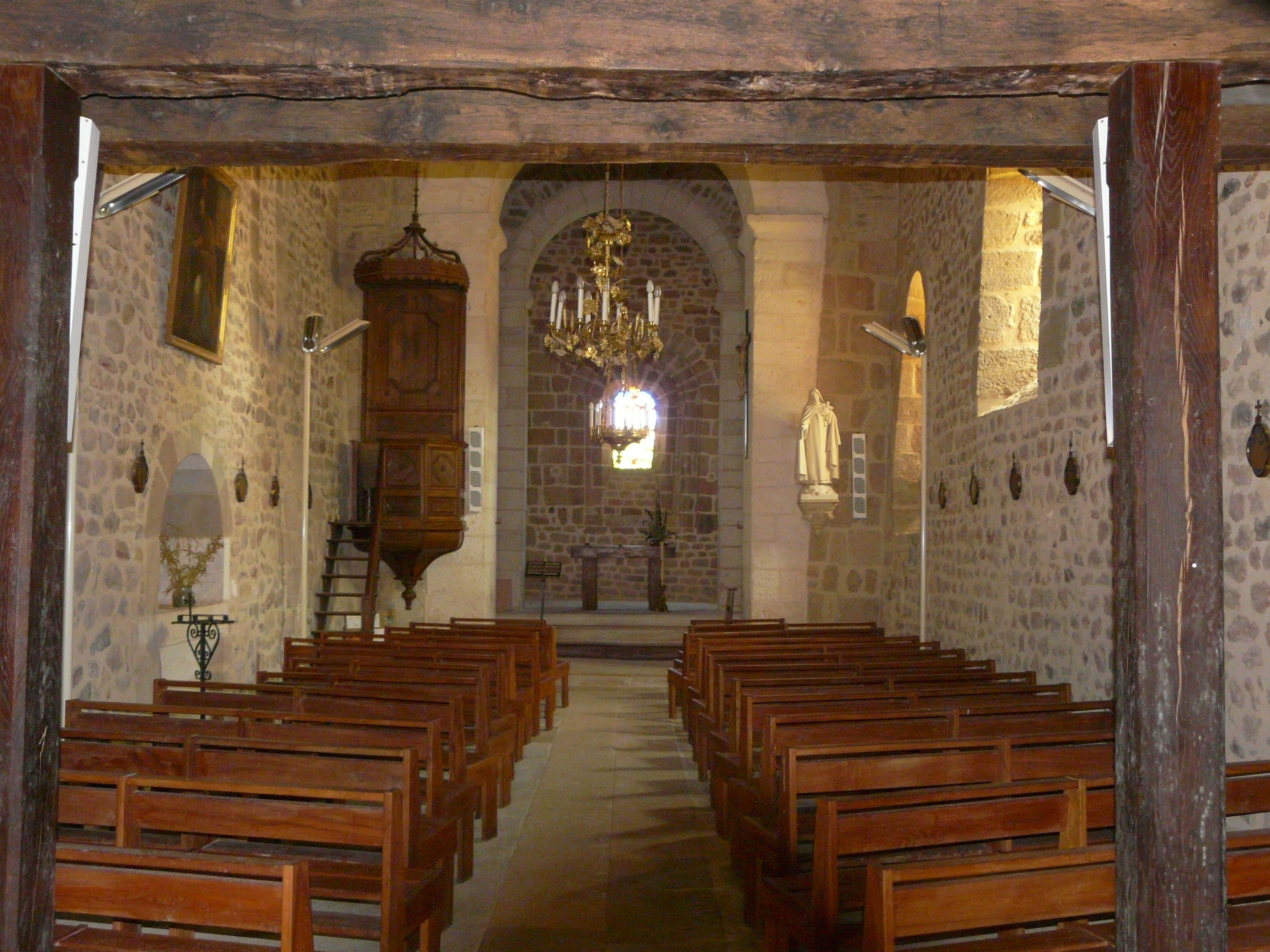
Die Ortskirche Saint-Martin von innen
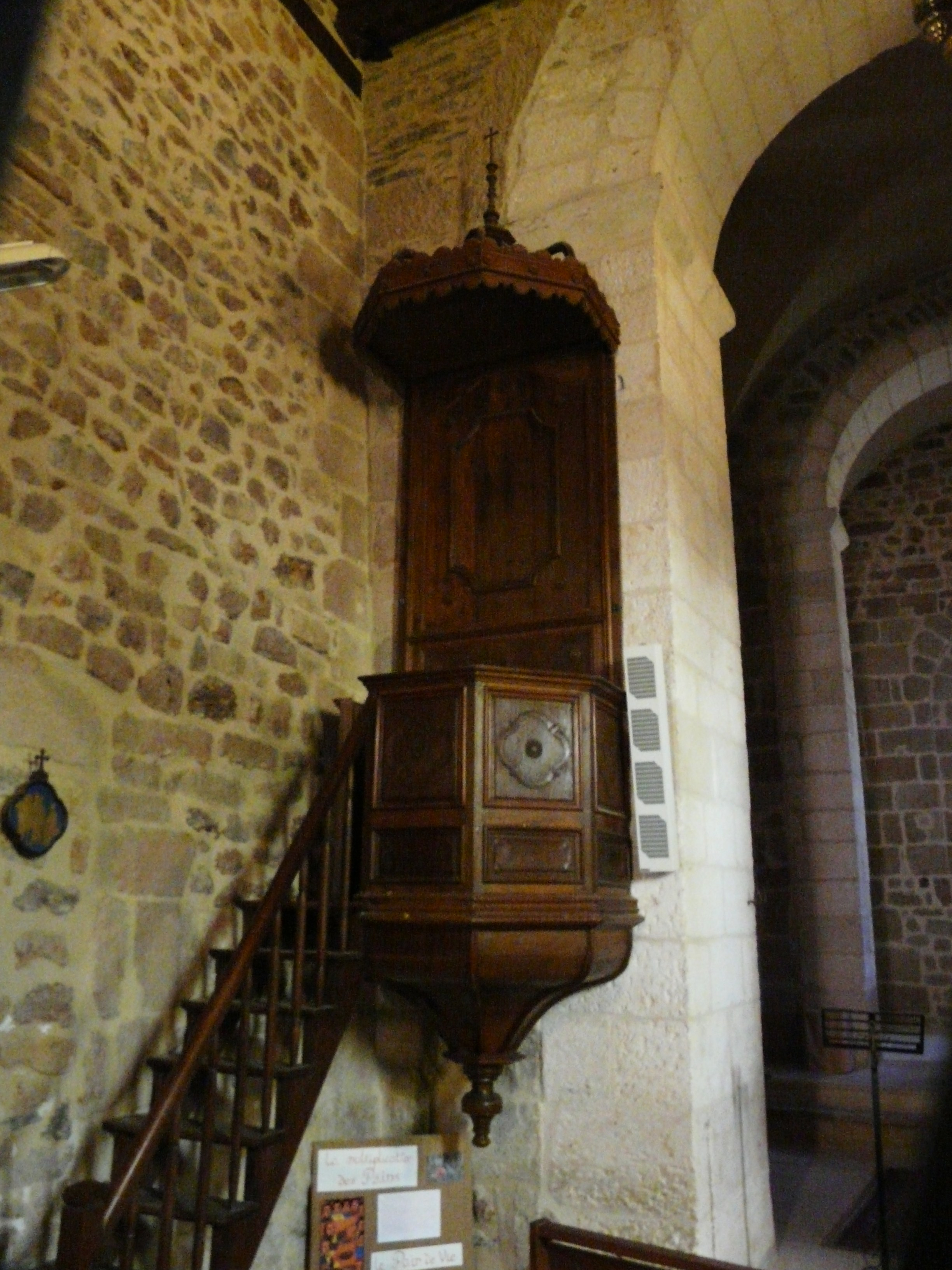
Kanzel in Saint-Martin
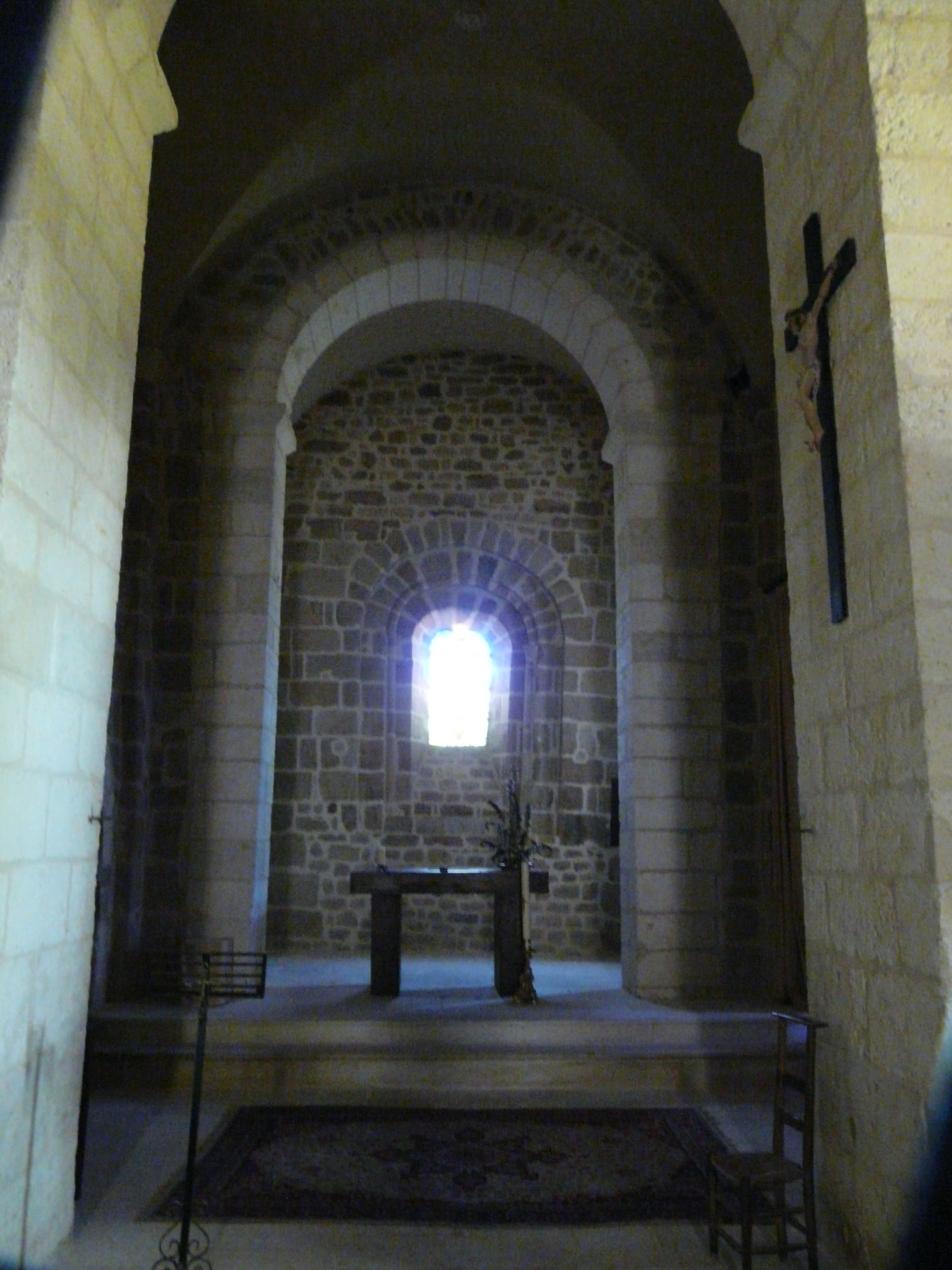
Chorgewölbe von Saint-Martin
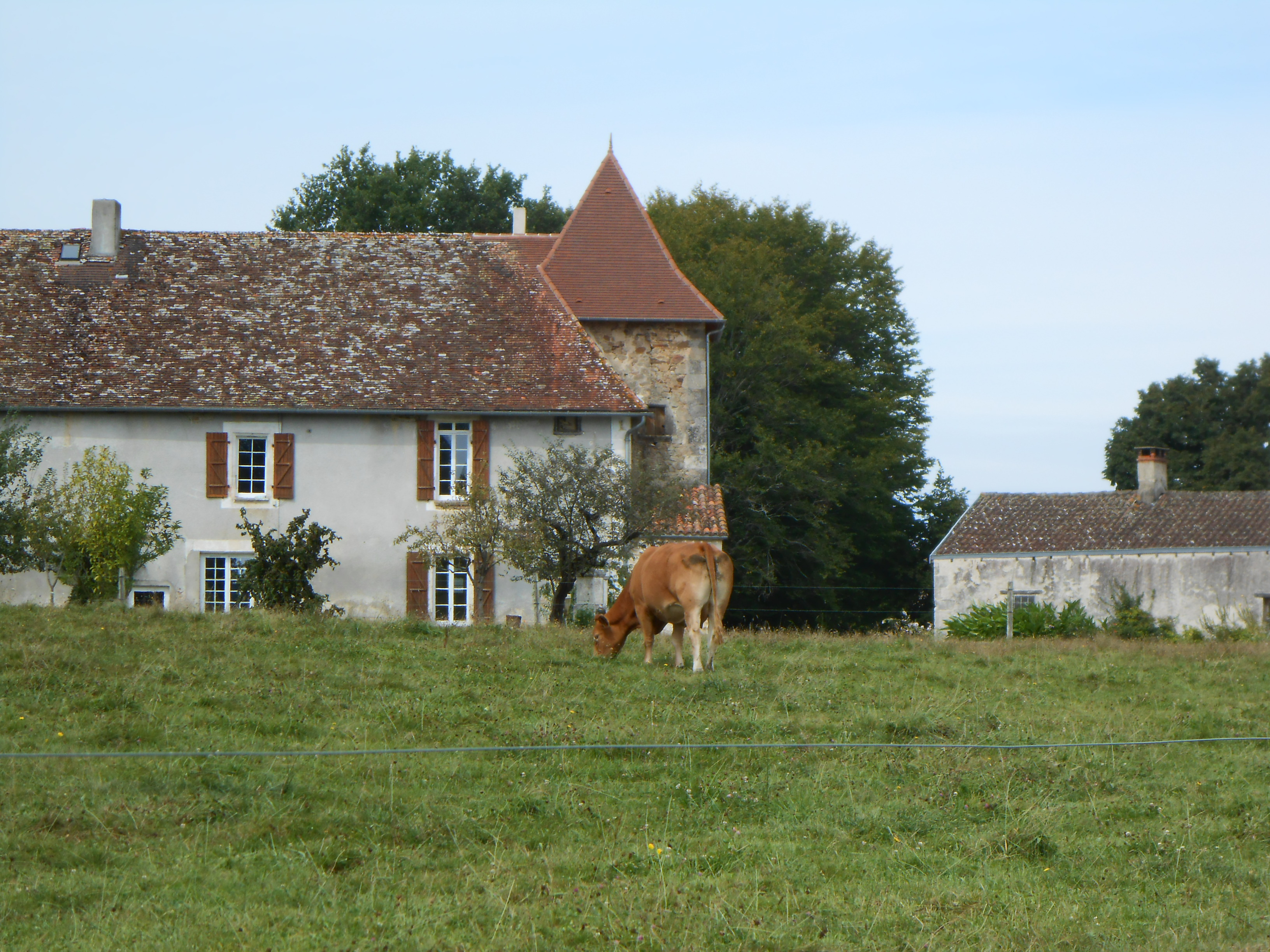
Der Weiler Les Merles mit Herrensitz des 16. Jahrhunderts
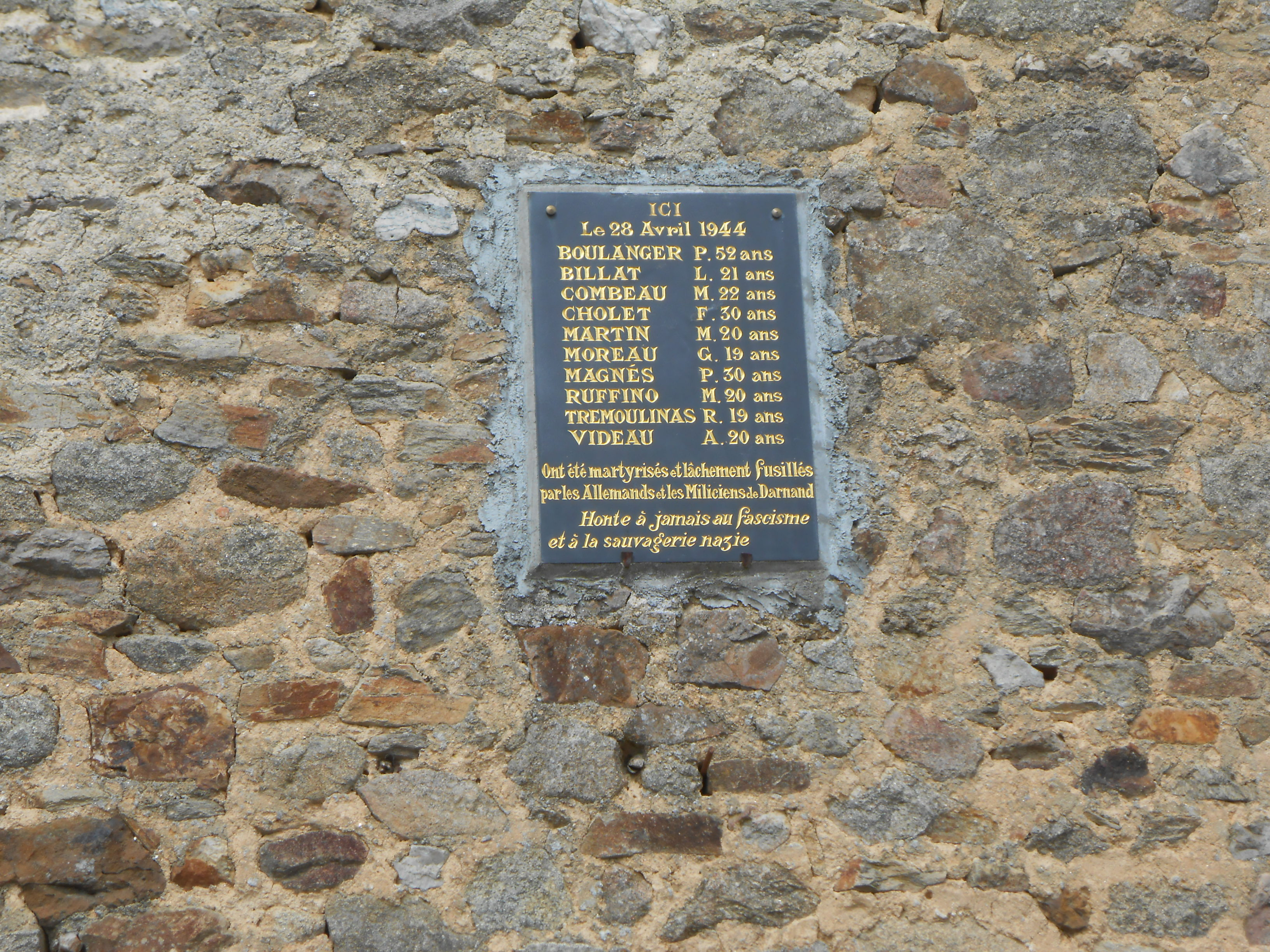
Hinweistafel in Les Merles auf das feige Naziverbrechen vom 28. April 1944
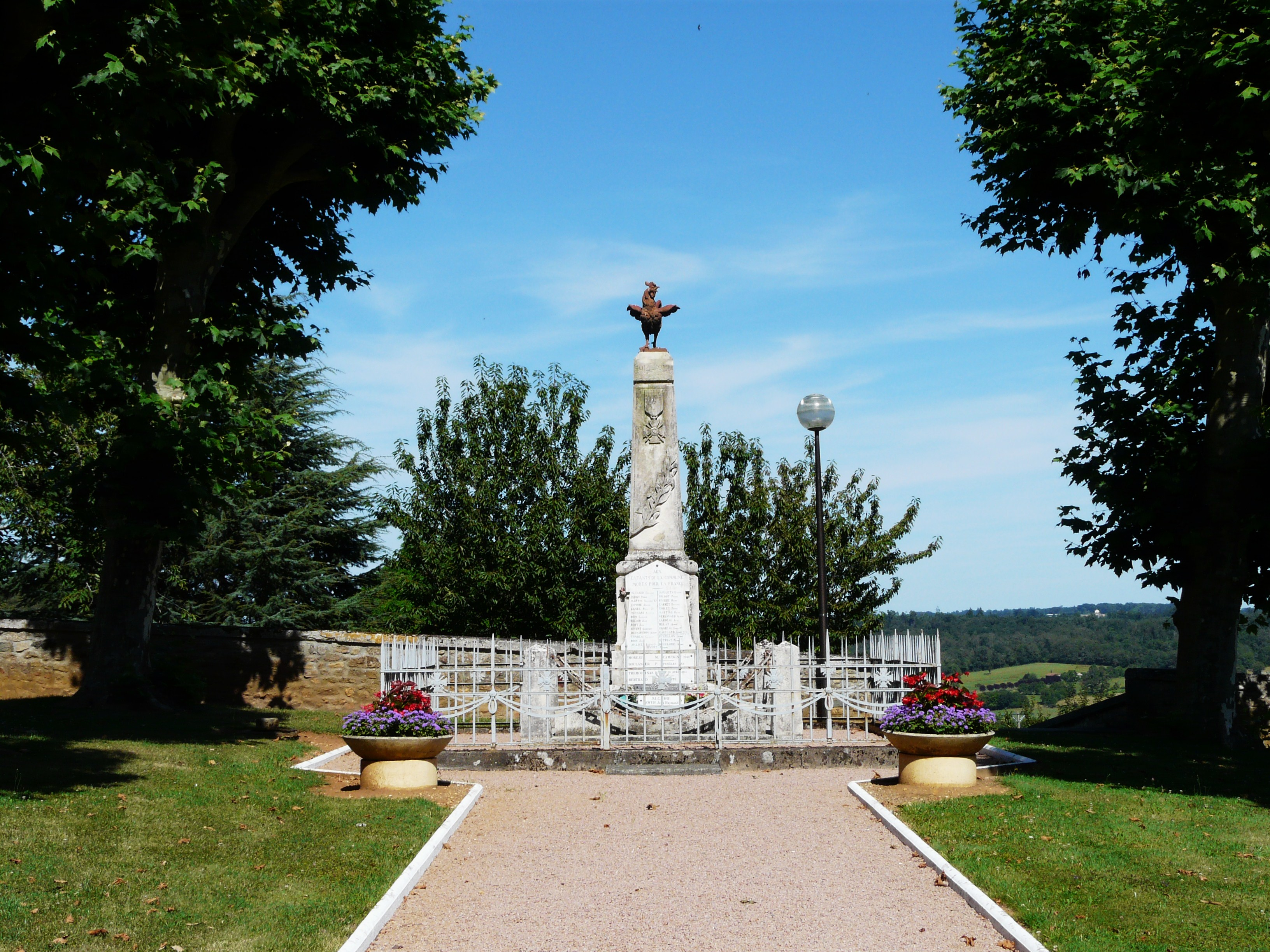
Monument der in den beiden Weltkriegen Gefallenen
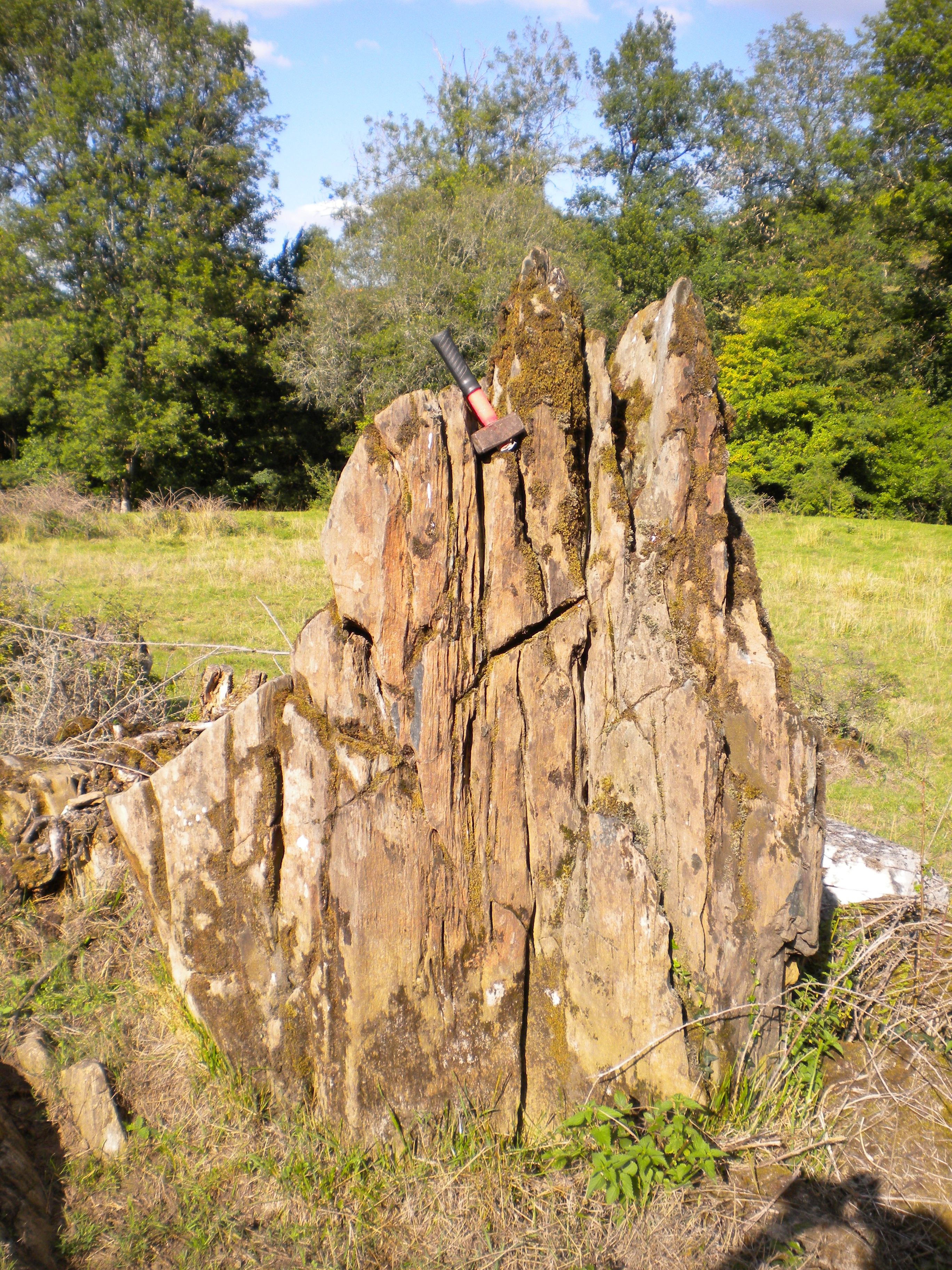
Harzburgit von La Rebière